# Mademoiselle (Magazin)
Mademoiselle war ein amerikanisches Frauenmagazin, das zunächst von Street & Smith begründet wurde und dann vom Condé Nast Verlag herausgegeben wurde.
Mademoiselle, eigentlich eine Modezeitschrift, veröffentlichte anders als Konkurrenzblätter regelmäßig Kurzgeschichten hochbewerteter Autoren wie Truman Capote. Sylvia Plaths Erfahrungen als eine der Gastredakteurinnen von Mademoiselle im Juni 1953 bildeten die Basis ihres autobiographischen Romans Die Glasglocke. Barbara Kruger war langjährige Art Directorin des Magazins. In den 1970er Jahren war die Österreicherin Edith Raymond Locke Chefredakteurin der Zeitschrift.
Im November 2001 erschien die letzte Nummer der Zeitschrift; einen Teil der Belegschaft hat Condé Nast in Glamour übernommen.

## Nachweise
1. ↑  Time Magazine